# ジョーン・キューザック
ジョーン・キューザック（Joan Cusack, 本名: Joan Mary Cusack, 1962年10月11日 - ）は、アメリカ合衆国の女優。

## 経歴
ニューヨーク州ニューヨークで生まれ、イリノイ州エバンストンで育つ。俳優のジョン・キューザックは弟で、父ディック、姉アン、妹スージー、末弟ビルも俳優である。
ウィスコンシン大学で学び、在学中から喜劇劇団に携わる。1980年に映画デビューを果たし、1984年にはボニー・ハントらとともにシカゴで即興劇のグループを結成した。1985年から1986年までの1年間はNBCのコメディ番組『サタデー・ナイト・ライブ』にレギュラーキャストとして出演し、ブルック・シールズ、ジェーン・フォンダ、エリザベス2世の物真似などを披露した。
以来、コメディエンヌとして数々の映像作品に出演し、『ワーキング・ガール』（1988年）と『イン&アウト』（1997年）ではアカデミー助演女優賞にノミネートされた。2011年から2015年まで出演したショウタイムのテレビドラマ『シェイムレス 俺たちに恥はない』ではプライムタイム・エミー賞に5年連続でノミネートされ、最終年の2015年にコメディ部門ゲスト女優賞を受賞している。
声優としても複数のアニメ作品に参加しており、ディズニー・ピクサー製作の『トイ・ストーリー』シリーズではジェシーの吹替えを担当している。

## 私生活
弟のジョンとは『すてきな片想い』（1984年）から『エージェント・オブ・ウォー』（2008年）に至るまで、10作品で共演している。
弁護士である夫との間に2人の息子がいる。キューザックが初めての息子を身籠っているのに気付いたのは、映画『Mr. Wrong』（1996年）の撮影初日のことだった。家族はイリノイ州シカゴに居住しているが、ミシガン州バーリン群スリーオークスにも住宅を保有している。

## 主な出演作品

### 映画
| 公開年 | 邦題 原題                                                                         | 役名                     | 備考                                                          | 吹き替え                                        |
| ------ | --------------------------------------------------------------------------------- | ------------------------ | ------------------------------------------------------------- | ----------------------------------------------- |
| 1980   | マイ・ボディガード My Bodyguard                                                   | シェリー                 |                                                               | 近藤真紀子（日本テレビ版）                      |
| 1983   | 恋のスクランブル Class                                                            | ジュリア                 |                                                               |                                                 |
| 1984   | すてきな片想い Sixteen Candles                                                    | 少女                     |                                                               | TBA（BD版）                                     |
| 1984   | グランドビューU.S.A. Grandview U.S.A.                                             | メアリー                 |                                                               |                                                 |
| 1987   | 恋はオールナイトで The Allnighter                                                 | ジーナ                   |                                                               |                                                 |
| 1987   | ブロードキャスト・ニュース Broadcast News                                         | ブレア・リットン         |                                                               | 山田栄子                                        |
| 1988   | イングリッシュマンinニューヨーク Stars and Bars                                   | アイリーン               |                                                               | （吹き替え版なし）                              |
| 1988   | 愛されちゃって、マフィア Married to the Mob                                       | ローズ                   |                                                               | 喜田あゆ美（テレビ東京版）                      |
| 1988   | ワーキング・ガール Working Girl                                                   | シンシア                 |                                                               | 小宮和枝（ソフト版） 山田栄子（テレビ東京版）   |
| 1989   | セイ・エニシング Say Anything...                                                  | コンスタンス             |                                                               | 羽村京子（機内上映版）                          |
| 1989   | メン・ドント・リーブ Men Don't Leave                                              | ジョディ                 |                                                               |                                                 |
| 1990   | マイ・ブルー・ヘブン My Blue Heaven                                               | ハンナ・スタッブス       |                                                               | 土井美加                                        |
| 1992   | 靴をなくした天使 Hero                                                             | イヴリン                 |                                                               | さとうあい（ソフト版） 小宮和枝（日本テレビ版） |
| 1992   | トイズ Toys                                                                       | アルセイシア             |                                                               | 藤田淑子                                        |
| 1993   | アダムス・ファミリー2 Addams Family Values                                        | デビー                   |                                                               | 小宮和枝（ソフト版、日本テレビ版）              |
| 1994   | コリーナ、コリーナ Corrina, Corrina                                               | ジョーンジー             |                                                               |                                                 |
| 1995   | 9か月 Nine Months                                                                 | ゲイル                   |                                                               | 山田栄子                                        |
| 1996   | あなたに逢いたくて Two Much                                                       | グロリア                 |                                                               | 一柳みる                                        |
| 1996   | ミスター・クレイジー Mr. Wrong                                                    | インガ                   |                                                               |                                                 |
| 1996   | スマイル・ライク・ユアーズ/緊急!子づくり宣言 A Smile Like Yours                   | ナンシー                 |                                                               | 小宮和枝                                        |
| 1997   | ポイント・ブランク Grosse Pointe Blank                                            | マーセラ                 |                                                               |                                                 |
| 1997   | イン&アウト In&Out                                                                | エミリー・モンゴメリー   | 第63回ニューヨーク映画批評家協会賞 助演女優賞 受賞            | 小宮和枝                                        |
| 1999   | 隣人は静かに笑う Arlington Road                                                   | シェリル・ラング         |                                                               | 塩田朋子（ソフト版） 幸田直子（テレビ東京版）   |
| 1999   | クレイドル・ウィル・ロック Cradle Will Rock                                       | ヘイゼル・ホフマン       |                                                               | 土井美加                                        |
| 1999   | プリティ・ブライド Runaway Bride                                                  | ペギー・フレミング       |                                                               | 安達忍                                          |
| 1999   | トイ・ストーリー2 Toy Story 2                                                     | ジェシー                 | 声の出演 第28回アニー賞 長編アニメーション部門女性声優賞 受賞 | 日下由美                                        |
| 2000   | ハイ・フィデリティ High Fidelity                                                  | リズ                     |                                                               | 田中敦子                                        |
| 2000   | あなたのために Where the Heart Is                                                 | ルース・メイヤーズ       |                                                               | 宮寺智子                                        |
| 2002   | マペットのメリー・クリスマス It's a Very Merry Muppet Christmas Movie             | レイチェル・ビターマン   |                                                               | 勝生真沙子                                      |
| 2003   | スクール・オブ・ロック The School of Rock                                         | ロザリー・マリンズ       |                                                               | 勝生真沙子                                      |
| 2004   | プリティ・ヘレン Raising Helen                                                    | ジェニー・ポートマン     |                                                               | 高島雅羅                                        |
| 2004   | ラスト・ショット The Last Shot                                                    | ファニー・ナッシュ       |                                                               | 塩田朋子                                        |
| 2005   | アイス・プリンセス Ice Princess                                                   | ジョーン・カーライル     |                                                               | 塩田朋子                                        |
| 2005   | チキン・リトル Chicken Little                                                     | アビー・マラード         | 声の出演                                                      | 小島幸子                                        |
| 2006   | セックス・アンド・マネー Friends with Money                                       | フラニー                 |                                                               | 唐沢潤                                          |
| 2008   | エージェント・オブ・ウォー War, Inc.                                              | マーシャ・ディロン       |                                                               | 深沢エミ                                        |
| 2008   | キット・キトリッジ アメリカン・ガール・ミステリー Kit Kittredge: An American Girl | ルシンダ・ボンド         |                                                               | 伊倉一恵                                        |
| 2009   | お買いもの中毒な私! Confessions of a Shopaholic                                   | ジェーン・ブルームウッド |                                                               | 深見梨加                                        |
| 2009   | 私の中のあなた My Sister's Keeper                                                 | デ・サルヴォ判事         |                                                               | 唐沢潤                                          |
| 2010   | トイ・ストーリー3 Toy Story 3                                                     | ジェシー                 | 声の出演                                                      | 日下由美                                        |
| 2011   | 少年マイロの火星冒険記3D Mars Needs Moms                                          | マイロのママ             | 声の出演、モーションキャプチャ                                | 本田貴子                                        |
| 2012   | ウォールフラワー The Perks of Being a Wallflower                                  | バートン医師             |                                                               | 喜代原まり                                      |
| 2015   | 人生はローリングストーン The End of the Tour                                      | パティ                   |                                                               | 勝生真沙子                                      |
| 2015   | フリークス・シティ Freaks of Nature                                               | ペグ・パーカー           |                                                               | 雨蘭咲木子                                      |
| 2016   | 俺たちポップスター Popstar: Never Stop Never Stopping                             | ティリー                 |                                                               |                                                 |
| 2017   | クレイジー・バカンス ツイてない女たちの南国旅行 Snatched                          | バーブ                   |                                                               | （台詞なし）                                    |
| 2017   | ユニコーン・ストア Unicorn Store                                                  | グラディス               |                                                               | 勝生真沙子                                      |
| 2018   | インスタント・ファミリー 〜本当の家族見つけました〜 Instant Family                | ミセス・ハワード         |                                                               |                                                 |
| 2019   | トイ・ストーリー4 Toy Story 4                                                     | ジェシー                 | 声の出演                                                      | 日下由美                                        |
| 2019   | クリスマスに降る雪は Let It Snow                                                  | アルミホイルおばさん     |                                                               |                                                 |
| 2019   | クロース Klaus                                                                    | ミセス・クラム           | アニメ映画、声の出演                                          | 塩田朋子                                        |

### テレビシリーズ
| 放映年    | 邦題 原題                                                                 | 役名               | 備考                                                    | 吹き替え           |
| --------- | ------------------------------------------------------------------------- | ------------------ | ------------------------------------------------------- | ------------------ |
| 1985-1986 | サタデー・ナイト・ライブ Saturday Night Live                              |                    | 計18話出演                                              | （吹き替え版なし） |
| 2010      | LAW & ORDER:性犯罪特捜班 Law & Order: Special Victims Unit                | パメラ・バートン   | 第12シーズン第1話「偏愛」                               |                    |
| 2011-2015 | シェイムレス 俺たちに恥はない Shameless                                   | シーラ・ジャクソン | 計44話出演 第67回エミー賞 コメディ部門ゲスト女優賞 受賞 | 幸田直子           |
| 2013      | The Office                                                                | エリンの実母       | 第9シーズン第23話「Finale」                             | （吹き替え版なし） |
| 2017      | レモニー・スニケットの世にも不幸なできごと A Series of Unfortunate Events | ストラウス判事     | 計2話出演                                               |                    |